# Proteză dentară

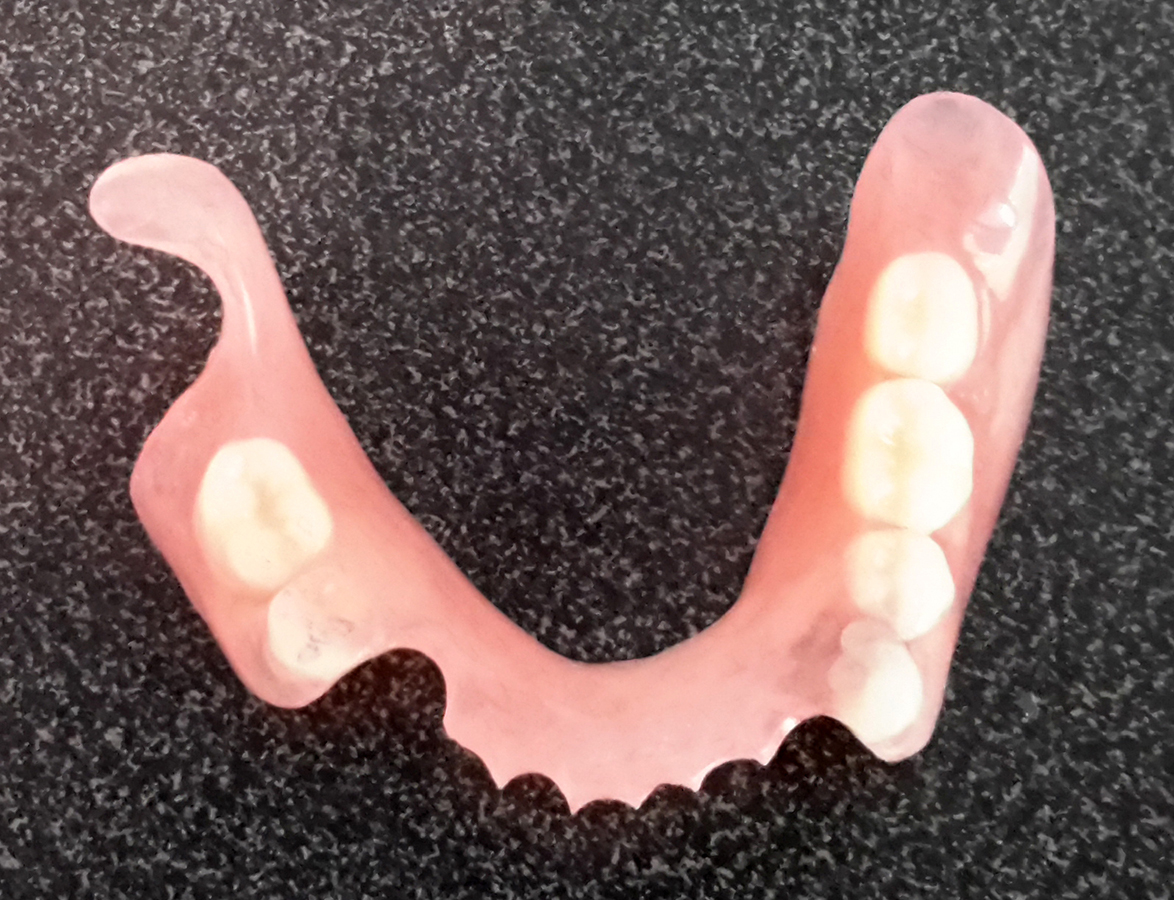
Proteză parțială cu capse

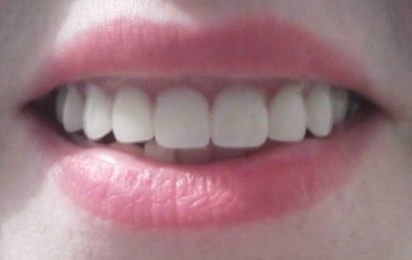
Proteză totală

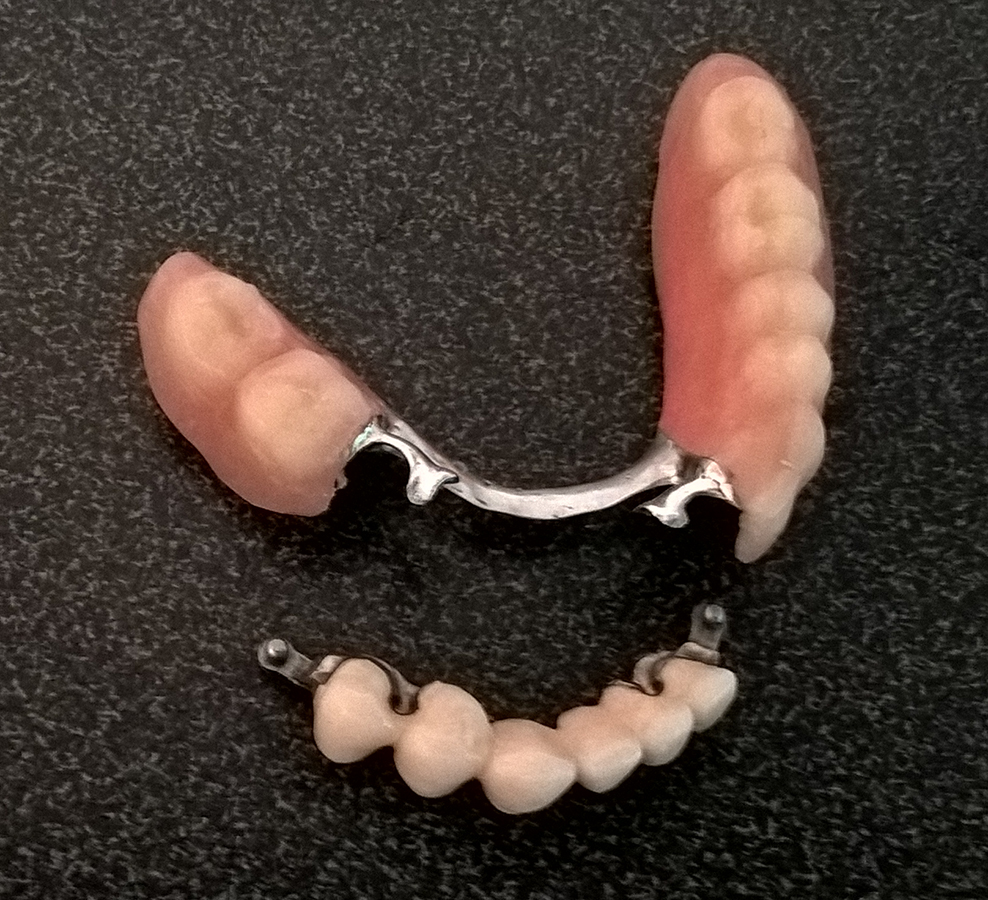
Proteză scheletată

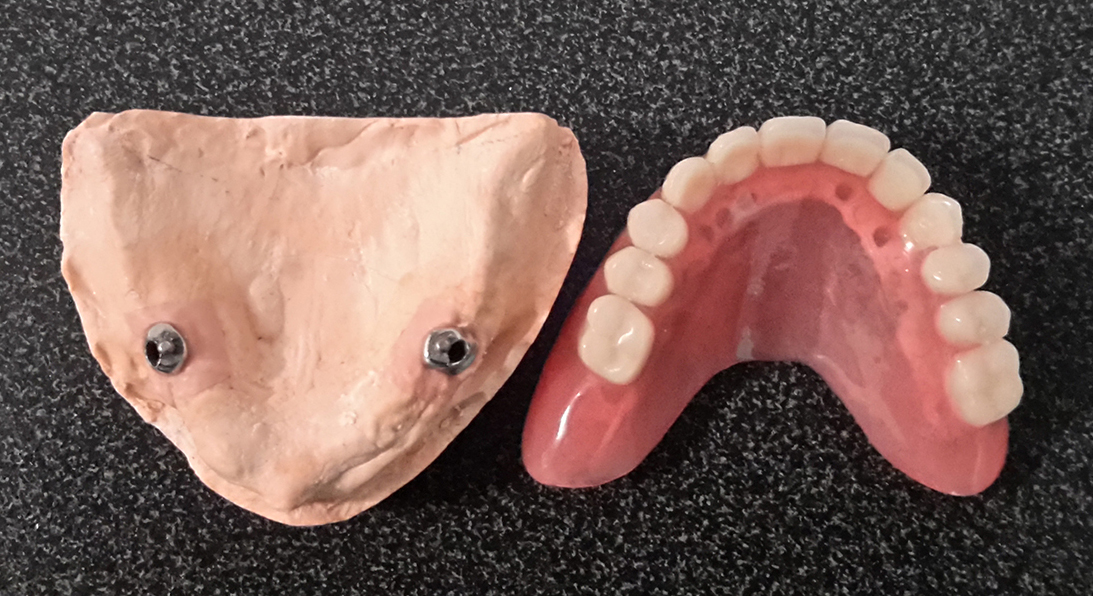
Proteză ancorată pe implanturi dentare - proteză implantată

Proteza dentară este un dispozitiv medical unic, personalizat, realizat în scopul restaurării integrității arcadelor dentare. Proteza dentară reface anatomia dento-facială a pacientului. La realizarea acestei piese protetice participă o echipă formată din medicul stomatolog protetician și tehnicianul dentar. 

## Istoric
Din cele mai vechi timpuri a existat preocuparea pentru restaurarea morfologică și funcțională a arcadelor dentare. 
Cea mai veche proteză dentară datează de 2600 de ani și a fost descoperită pe locul Italiei de azi. Proteza înlocuia 3 incisivi frontali superiori și era confecționată dintr-un dinte de vacă tăiat și fixat vertical pentru a reface fizionomia. 
S-au mai găsit dinți sculptați în fildeș, în lemn de paltin și solidarizați cu fire de aur. 
Abia în secolul al XVI-lea francezul Ambroise Pare, “părintele” chirurgiei moderne a conceput proteza mobilă, confecționată din femur de bou, cal sau cerb. 

## Obiective urmărite la realizarea unei proteze dentare pentru a fi funcțională

### Stabilitatea
Proteza dentară este un dispozitiv protetic care se sprijină pe câmpul protetic al pacientului și prin urmare trebuie analizate cu minuțiozitate toate elementele anatomice înainte de a se începe proiectarea lucrării.
Sunt două elemente componente care asigură stabilitatea protezei în cavitatea bucală: suportul și retenția. Retenția  este asigurată de baza protezei și/sau elemente de retenție: croșete , capse, culise. Suportul este asigurat de dinți si parodonțiu. În funcție de aceste elemente protezele pot fi:
- Parțiale - sprijinite pe dinții restanți ai pacientului
- Totale - sprijinite pe câmpul protetic
- Dento-mucozale - protezele scheletate cu sprijin mixt, dinți și gingie
- Proteze implantate - ancorate pe implanturi dentare

Stabilitatea protezei este fundamentală. O proteză instabilă în gură nu este o proteză funcțională, masticația va fi dificilă, fonația incorectă, respirația îngreunată.
O proteză corect realizată are ca rezultat creșterea calității vieții, îmbunătățirea stării de sănătate, îmbunătățirea fizionomiei, reintegrarea socială în cele mai multe cazuri.

### Menținerea
Menținerea sau fixarea protezei nu depinde de piesa protetică ci de câmpul protetic. Fiecare proteză are propriul sistem de retenție pe câmpul protetic. Proteza totală acrilică se va sprijini la maxilar pe mucoasa bucală care căptușește palatul osos al bolții palatine, iar la mandibulă creasta alveolară. Proteza parțială va fi ancorată pe dinții restanți iar stabilitatea ei va depinde în foarte mare măsură de buna implantare a dinților. Proteza pe implanturi va depinde in totalitate de osteointegrarea implanturilor.

### Restabilirea funcției masticatorii
Leziunile coronare, edentația parțială sau totală, reprezintă o îmbolnăvire a întregului organism, cu importante repercusiuni îndeosebi asupra aparatului digestiv și uneori chiar asupra comportamentului neuropsihic.
Lipsa tuturor dinților duce la o selecție dură a alimentelor. Sunt eliminate din meniu cele dure, crocante. Rămân doar cele moi, ușor de inghițit, care nu necesită mestecare și strivire ori in cel mai rău caz alimentele dure sunt ingerate aproape întregi, ceea ce obligă stomacul la un efort foarte mare pentru a le digera.
În concluzie putem spune că edentația parțială sau totală necesită tratament curativ și profilactic. Astfel, se poate face următoarea analogie: medicul internist recomandă regimuri dietetice, iar stomatologul confecționează proteze dentare cu rol curativ pentru restaurarea funcțiilor aparatului dento-maxilar.

### Fonația
Fonația este mult îmbunătățită. În emiterea consoanelor dentale T și D și a siflantelor S și Ș dinții reprezintă, prin fețele lor palatinale, suportul fix pe care se sprijină vârful limbii. Prin acest sprijin forma și volumul cavității bucale, ce reprezintă camera de rezonanță, se modifică, dar întotdeauna la fel, menținându-se nealterată pronunțarea și timbrul vocii. Pacientul purtător de proteză va face zilnic, timp de 3-4 zile lecții de dicție, va citi texte cu voce tare, va pronunța multe cuvinte care conțin consoane tari, de exemplu Mississippi.    

### Fizionomia și estetica
În edentația parțială sau totală diferitele structuri ale cavității bucale suferă modificări: dimensiunea verticală a etajului inferior al feței (de la bărbie la nas) este micșorată, șanțurile nazo-labiale se adâncesc, apare aspectul de “facies îmbătrânit”.  
Condilii articulației temporo-mandibulare suferă modificări de poziție si formă ducând la apariția durerilor de cap, de spate, de membre inferioare.  
Regulile esteticii de bază: poziționarea dinților, proporția, ocluzia, culoarea, designul.  
Montarea dinților pe proteză în zona frontală trebuie să țină cont de următoarea condiție fizionomică și anume: dinții frontali participă la conturarea aspectului figurii individului. Acest lucru se realizează prin următoarele elemente:  
- aranjamentul general, fiind așezați pe un arc de cerc,
- aranjamentul individual, așezați unul lângă altul sau ușor torsionați,
- forma fețelor vestibulare care este corelată cu forma feței,
- dimensiunea,
- culoarea, cu nuanțe mai deschise la femei decât la bărbați.

## Tipuri de proteze
Tipul de proteză este individualizat pentru fiecare pacient în parte. Sunt mai multi factori de care se va ține cont în stabilirea unui plan de tratament corect: sănătate, confort, eficiență, preț.  
Protezele sunt mobile sau fixe. Cele mobile pot fi îndepărtate din gură de către pacient, cele fixe sau înșurubate pot fi îndepărtate doar de către medic.  
Tipuri de proteze mobile:
- proteza parțială acrilică pe croșete
- proteza parțială acrilică pe capse
- proteza acrilică totală
- proteza acrilică totală cu 2 capse pe dinți restanți
- proteza acrilică totală pe implanturi
- proteza scheletată bilaterală
- proteza scheletată unilaterală Ancorvis

Există trei tipuri de proteze pe implanturi:
- Proteza fixă înșurubată pe implanturi
- Proteza mobilizabilă pe implanturi (overdenture)
- Proteza cimentată pe implanturi

Avantajele protezei dentare fixe:
- Stabilitate - în timpul masticației nu se mișcă
- Menținere pe câmpul protetic - nu cade din gură în timpul vorbirii sau strănutatului
- Estetica foarte bună - imită perfect dinții naturali
- Masticația este mult mai eficientă
- Fonația este restabilită în totalitate.

## Materiale
Părțile componente ale protezei: 
- Structura metalică sau scheletul protezei
- Suprastructura sau dinții care sunt din rășini acrilice, rășini compozite sau porțelan
- Gingia artificială, din materiale biocompatibile, rășini
- Elementele de ancorare, menținere și stabilizare

Pentru protezele care necesită schelete metalice se folosesc aliaje de Cr-Co, Ni-Cr, ambele aliaje nobile. Pentru ranforsarea protezelor totale pe implanturi de folosește fibra de carbon. Dinții din rășini acrilice sunt caracterizați de o structură densă, omogenă, ceea ce le conferă rezistență mecanică, suprafețe lucioase, stabilitate coloristică în timp, neimpregnare cu resturi alimentare și flora microbiană. Dinții din porțelan sunt realizați prin arderea masei ceramice la temperaturi de peste 1000 de grade C. Au următoarele proprietăți: compoziția chimică este anorganică, nu se degradează în timp, structura este omogenă, densă, impenetrabili la lichidul și flora microbiană bucală, rezistență mecanică foarte mare, duri, nu se abrazează, nuanțe coloristice variate, suprafețe foarte lucioase. 
|                          | Proteză parțială acrilică cu croșete | Proteză parțială acrilică cu 2 capse | Proteză acrilică totală | Proteză acrilică totală cu 2 capse | Proteză totală acrilică pe 2 implanturi | Proteză scheletată bilaterală  | Proteză scheletată unilaterală Ancorvis |
| ------------------------ | ------------------------------------ | ------------------------------------ | ----------------------- | ---------------------------------- | --------------------------------------- | ------------------------------ | --------------------------------------- |
| Stabilitate              | +                                    | +++++                                | +++                     | +++++                              | +++++                                   | +++++                          | +++++                                   |
| Fizionomie               | +                                    | +++++                                | +++++                   | +++++                              | +++++                                   | +++++                          | +++++                                   |
| Mobilitate la masticație | +                                    | +++++                                | +++                     | +++++                              | +++++                                   | +++++                          | +++++                                   |
| Uzură în timp            | 3 ani                                | 5 ani                                | 3 ani                   | 5 ani                              | 5 ani                                   | 5 ani                          | 5 ani                                   |
| Mentenanță               | Căptușire la 6 luni                  | Schimbare bucșă Teflon la 1 an       | Căptușire la 6 luni     | Schimbare bucșă Teflon la 1 an     | Schimbare bucșă Teflon la 1 an          | Schimbare bucșă Teflon la 1 an | -                                       |

## Recomandări pentru purtătorii de proteze dentare
1. Protezele sunt casante, trebuie manevrate cu atenție
2. Curățarea protezei se face deasupra chiuvetei plină cu apă
3. Proteza se poate sparge dacă se lovește de suprafețe dure
4. Nu se folosește apă fierbinte pentru curățarea protezei sau hidratarea ei
5. Proteza nu se “opărește” pentru dezinfectare
6. O dată pe lună se folosesc pastile efervescente pentru îndepărtarea tartrului
7. Proteza se spală cu periuța de dinți și detergent lichid. Nu se spală cu pastă de dinți deoarece se poate produce abraziunea bazei protezei
8. Cu o altă periuță se curăță gingiile, limba și cerul gurii
9. Seara este indicat să se maseze gingiile pentru a se relua fluxul sanguin care a fost diminuat în cursul zilei prin presiunea protezei pe mucoasa bucală. Acest lucru va face ca rezorbția osoasă să fie încetinită
10. Protezele dentare nu se poartă noaptea, acestea vor fi ținute într-un pahar cu apă, sau o soluție dezinfectantă (o dată pe lună).